# NGC 7257
NGC 7257 أو إن جي سي 7257 هيَ مجرة غريبة تَقع ضمن كوكبة الدلو.